# Ministère des Affaires étrangères (république démocratique du Congo)
Pour les articles homonymes, voir Ministère des Affaires étrangères.
Le ministère des Affaires étrangères est le ministère du gouvernement de la république démocratique du Congo chargé de l'animation et du suivi de sa politique étrangère et de sa diplomatie. 
Il est dirigé depuis juin 2024 par Thérèse Kayikwamba Wagner, ministre d'État, ministre des Affaires étrangères, de la Coopération internationale et de la Francophonie.

## Rôle du ministère
Ce ministère a pour principales missions : 
- L'exécution des formalités protocolaires de rédaction, de signature, d’autorisation législative internationale ;
- La mobilisation des Congolais de l’étranger pour le développement du pays et leur intégration à la vie nationale ;
- L'identification, recensement et suivi des Congolais de l’étranger ;
- La défense des intérêts de l’État auprès des puissances étrangères ;
- L'assistance aux autres ministères dans leurs rapports avec l’extérieur ;
- La protection et défense des droits, des intérêts et séjour des Congolais à l’étranger ;
- La préparation des travaux avec les organisations multilatérales et suivies de l’exécution de leurs décisions et recommandations ;
- La gestion des Ambassades et des Représentations auprès des pays tiers et des Organisations internationales ;
- La gestion du protocole d’État ;
- La gestion des rapports avec les agences spécialisées de l’ONU en collaboration avec d’autres ministères concernés ;
- La gestion des passeports et des visas spéciaux ;
- La gestion diplomatique des relations bilatérales et multilatérales de l’État.

## Organisation
Le ministère des Affaires étrangères compte un effectif de 1 491 personnes[Quand ?] réparties dans les structures ci-dessous :
- Cabinet
- Secrétariat général (881 personnes)
- Direction des services généraux
- Direction juridique et contentieux
- Direction de l'inspection des postes diplomatiques et consulaires
- Direction des études et planification
- Direction de la chancellerie et litiges
- Direction nationale du protocole d'Etat
- Direction Afrique et Moyen-Orient
- Direction Europe
- Direction Asie, Amérique et Océanie
- Direction des organisations internationales
- Direction de la francophonie
- Direction des transmissions
- Direction des Congolais de l'étranger
- Académie diplomatique.

## Ministres des Affaires étrangères de la république démocratique du Congo depuis 1960
- Justin Marie Bomboko (première fois) (1960-1963)
- Auguste Mabika Kalanda (1963)
- Cyrille Adoula (première fois) (1963-1964)
- Moise Tshombe (1964-1965)
  - Thomas Kanza (république populaire du Congo basée à Stanleyville) (1964-1965)
- Cléophas Kamitatu (1965)
- Justin Marie Bomboko (2e fois) (1965-1969)
- Cyrille Adoula (2e fois) (1969-1970)

- Zaïre
  - Mario-Philippe Losembe (à partir de 1972, sous le nom de Batwanyele Losembe) (1970-1972)
  - Jean Nguza Karl-I-Bond (première fois) (1972-1974)
  - Umba di Lutete (première fois) (1974-1975)
  - Mandungu Bula Nyati (première fois) (1975-1976)
  - Jean Nguza Karl-I-Bond (2e fois) (1976-1977)
  - Umba di Lutete (2e fois) (1977-1979)
  - Jean Nguza Karl-I-Bond (3e fois) (1979-1980)
  - Inonga Lokongo Lome (première fois) (1980-1981)
  - Bomboko Lokumba (3e fois) (1981)
  - Yoka Mangono (1981-1982)
  - Gérard Kamanda wa Kamanda (première fois) (1982-1983)
  - Umba di Lutete (3e fois) (1983-1985)
  - Edouard Mokolo Wa Mpombo (1985-1986)
  - Mandungu Bula Nyati (2e fois) (1986)
  - Léon Kengo wa Dondo (1986-1987)
  - Ekila Liyonda (1987-1988), première femme à occuper ce poste
  - Jean Nguza Karl-I-Bond (4e fois) (1988-1990)
  - Mushobekwa Kalimba Wa Katana (1990-1991)
  - Inonga Lokongo Lome (2e fois) (1991)
  - Ipoto Eyebu Bakand'Asi (1991)
  - Buketi Bukayi (1991)
  - Bagbeni Adeito Nzengeya (1991-1992)
  - Pierre Lumbi (1992-1993)
  - Mpinga Kasenda (1993-1994)
  - Lunda Bululu (1994-1995)
  - Gérard Kamanda wa Kamanda (2e fois) (1995-1996)
  - Jean-Marie Kititwa (1996)
  - Gérard Kamanda wa Kamanda (3e fois) (1996-1997)

- République démocratique du Congo
  - Bizima Karaha (1997-1998)
  - Jean-Charles Okoto (1998-1999)
  - Abdoulaye Yerodia Ndombasi (1999-2000)
  - Léonard She Okitundu (2000-2003)
  - Antoine Ghonda Mangalibi (2003-2004)
  - Raymond Ramazani Baya (2004-2007)
  - Antipas Mbusa Nyamwisi (2007-2008)
  - Alexis Thambwe Mwamba (2008-2012)
  - Raymond Tshibanda (2012-2016)
  - Léonard She Okitundu (2016-2019)
  - Alexis Thambwe Mwamba (2019) (interim)
  - Franck Mwe di Malila (2019) (interim)
  - Marie Tumba Nzeza (2019-2021)
  - Christophe Lutundula Apala (2021-2024)
  - Thérèse Kayikwamba Wagner (depuis 2024)